# 佐久間中豫
佐久間 中豫（さくま なかよし、生没年不詳）は江戸時代の人物。佐久間氏の一族。佐久間勝種の三男。初め勝光を名乗った。通称は四郎五郎、理兵衛。
天和2年（1682年）8月22日に父勝種が罪を受けた際に連座して松平（池田）相模守光仲に預けられた。翌3年（1683年）6月25日に赦された。
後に大嶋左大夫好高の養子となった。